# Cyathodonta plicata
Cyathodonta plicata is een tweekleppigensoort uit de familie van de Thraciidae. De wetenschappelijke naam van de soort is voor het eerst geldig gepubliceerd in 1832 door Deshayes.